# Amar IV Ould Mokhtar
Amar IV Ould Mokhtar fou emir de Trarza, de facto des de vers 1800, però de iure només el 1827 a la mort del seu rival i emir legítim M'Hammed Ould Ali. Aquest encara no havia arribat a l'edat fixada a la mort del seu predecessor Amar III Ould Mokhtar Ould Kumba vers el 1800 però era presumiblement l'únic hereu legítim o almenys l'únic proper a l'edat i fou proclamat sota la tutela del seu parent Amar (IV) Ould Mokhtar Ould Cherqi; aquest darrer era net de Cherqi el segon fill d'Ali Chandora Ould Haddi, representant la branca menor de la casa d'emirs de Trarza.
El 1805 Amar IV havia aconseguit el suport de molts caps mitjançant regals, utilitzant les regals dels europeus i els drets de duana. M'Hammed va arribar a la majoria d'edat vers el 1803 o 1804, però el regent Amar es va negar a deixar la seva posició i va voler conservar el poder. Això va provocar l'esclat de la guerra el 1805, iniciant un període de lluites de més de vint anys (1805-1827) fins a la mort de M'Hammed i el reconeixement definitiu d'Amar IV com a emir.
El 1810 el governador britànic del Senegal, Charles William Maxwell, va signar un tractat de comerç amb Amar IV que previa que els drets de duana serien variables i es negociarien a l'arribada de cada vaixell. En aquest tractat el nom de l'emir apareix com Bou Cabé (Bou Kaaba) el "Malalt dels Turmells" que era el malnom del regent-emir perquè havia estat ferit en un turmell durant un combat.
Després d'uns anys de lluita M'Hammed va anar al Galam, buscant suports. El seguien alguns guerrers fidels i alguns prínceps descontents amb Amar IV. Aquest s'havia fer nomenat marabut per guanyar suports. En els primers atacs de M'Hammed la victòria el va somriure i els seus partidaris es van duplicar passant a ser uns 300 guerrers. Amar llavors va enfrontar a aquests guerrers i els va perseguir cap a la costa; els va atrapar però l'atac fou rebutjat i llavors va decidir bloquejar-los. Un grup de seguidors d'Amar es va introduir al campament de M'Hammed i van matar sis guerrers retornant al campament dels assetjants, que eren uns 400 (més 800 tributaris i esclaus). Amar va demanar ajut a l'emir de Brakna que li va enviar dos mil guerrers, però M'Hammed va atacar els braknes abans d'arribar, i com que van tenir moltes baixes (unes 80) es van retirar per manca de ganes de lluitar; llavors van atacar també als assetjants i es va lliurar una gran batalla en la qual M'hammed va estar a punt de guanyar però finalment la superioritat numèrica de les forces d'Amar es va imposar. M'Hammed va fugir al desert deixant a la seva esposa en poder d'Amar, que li va oferir acollir-la, el que fou rebutjat per la princesa. Això hauria estat vers el 1816 o 1817. Després d'això Amar va tenir menys oposició.
El gener del 1817 els francesos tornaven a dominar la colònia del Senegal. La política expansionista provocaria males relacions amb l'emir; fins aleshores els trarzes creuaven sovint el riu; fins i tot les tribus marabútiques (berbers) s'instal·laven a la riba esquerra. Amar pretenia establir el seu domini sobre el regne del Waalo, el brak del qual buscava el suport francès. El coronel Julien Schmaltz, primer governador francès després de la recuperació del Senegal, va reunir les tropes del brak, del pretendent M'Hammed Ould Ali i dels prínceps djolofs i els va donar armes i municions. El 15 de novembre de 1819 es va signar un tractat d'aliança entre M'hammed (qualificat al tractat com « héritier légitime de la couronne des Trarzas »), i els caps del Waalo que operaven en nom del brak; les dues parts unien els seus esforços contra Amar IV. M'Hammed renunciava a tota pretensió sobre el Waalo i sobre la riba esquerra, s'obligava a castigar els saquejadors i a respectar els establiments francesos; els habitants del Waalo conservaven la propietat de les terres que tinguessin a la riba dreta. A més el coronel Schmaltz ja havia pactat abans (30 de juny de 1819) amb els Oulad al-Ladj (darmankur) dirigits per Mohammedden Rarabat, una convenció per la que aquest grup vigilaria (al servei de França) les activitats maures, facilitant informacions polítiques i afavorint el desenvolupament de colònies franceses agrícoles al Waalo, on enviarien treballadors lliures o esclaus. Formalment el ministre de Colònies de França havia prohibit a finals de 1819 la ruptura amb l'emirat de Trarza. En resposta al tractat de 15 de novembre els trarzes, els braknes i els seus aliats fulbe-tuculor de Futa Toro, van reunir forces i van envair el Waalo (1821) però els aliats (amb suport de tropes franceses enviades a correcuita) els van rebutjar. El 7 de juny de 1821 es va signar un tractat de pau entre França (negociat pel governador Louis Jean Lecoupe de Montereau, baron Le Coupé) i l'emir Amar IV, seguit d'un altre el 23 de juny pel que es canviaven els captius (signat per part dels francesos per Dubois, alcalde de Saint Louis del Senegal); tot i la pau els drets dels trarzes al Waalo van haver de ser reconeguts a canvi de la promesa (irrellevant) d'ajuda en les futures colònies agrícoles franceses; també es van haver de retornar tots els captius i tributaris desertors que s'haguessin refugiat a la colònia del Senegal. França declarava no tenir cap pretensió sobre l'emirat de Trarza i que no volia implicar-se en els seus afers interns.
Amar IV va tractar de renovar els tractes amb els seus antics aliats, els britànics i va anunciar que la goma seria exportada en endavant per Portendick. Molts comerciants britànics i no pocs francesos van negociar amb Amar IV. Mohammed Fal Ould Amir Ould Cherqi Ould Ali Chandora, guerrer important dels
Oulad Ahmed ben Daman, cosí-germà però enemic de l'emir, va intentar oposar-se a aquesta posició dels comerciants francesos però Amar IV el va fer assassinar a Portendick pel seu fill gran, Brahim Oualid, el 1822. Amir, pare de l'assassinat, es va passar al bàndol de M'hammed i amb ajut econòmic francès i contingents negres va atacar l'emir a Tivourvourt, el va derrotar i li va matar dos fills: Brahim Oualid, l'assassí, i Ali Khamlich.
Els Trarza es van dividir aleshores: una gran part dels Oulad Daman i dels Oulad Ahmed ben Daman van seguir fidels a Amar i van nomaditzar l'Alt Trarza. La resta es van passar a M'hammed Ould Ali. Aquest dirigia els campaments de la riba dreta i mantenia els seus compromisos amb els francesos i amb els aliats djolof (wòlofs). Mentre els francesos van autoritzar el 20 de març de 1823 la creació d'una posició militar a Portendick per oposar-se als britànics; però davant la possibilitat d'iniciar noves guerres, el governador del Senegal finalment va desistir de fer efectiu aquest projecte.
Els francesos estaven interessats a mantenir la situació de dos emirs. Es van signar diversos tractats: el 17 de juliol de 1824 entre un grup de notables en nom del governador francès, i Othman Ould Brahim representant de l'emir; el 19 d'agost de 1824 entre el mateix grup i Ahmed Leïgat fill de l'emir, el seu cosí Brahim Fal i el ministre del seu pare Mokhtar ould Khadidja. El 25 de gener de 1825, entre el mateix grup i Mohammed Cheïn i Brahim Ould Ahmed, xeic dels Loubbeïdat, representant l'emir. El 6 de febrer de 1826 entre el propi governador i Mohammed Al-Habib, fill de l'emir, i els seus cosins Bou Bakar Omar i Ould Hommeïda. Aquestes convencion intentaven restablir l'escala de Desert on s'hauria de portar la goma en lloc de Portendick, reglamentaven els drets de duana i establien la seguretat del Waalo.
El 1827 M'Hammed va morir en un enfrontament amb els Oulad Agchar, fidels a l'emir. A partir d'aquí Amar IV fou reconegut per tots com emir de Trarza. Però només va sobreviure uns mesos al seu rival. Amar IV va morir el mateix 1827 i el va succeir el seu fill Mohammed Al-Habib Ould Amar. Tal com va demanar al seu llit de mort, el difunt fou enterrat als pous de Bamba, a l'Iguidi, prop de la tomba del sant dimani (dels Oulad Diman) Ahmed Al-Aqel.